# Мучная (приток Нельмы)
Мучная (устар. Тиренбергер Мюленфлис; нем. Thierenberger Mühlenfließ) — река в Калининградской области России. Течёт по территории Зеленоградского муниципального округа. Правый приток Нельмы.
Длина реки составляет 14 км, площадь водосборного бассейна — 60,8 км².
Мучная начинается около Горбатовки. Течёт в основном на юг. Устье реки находится на высоте 19 м над уровнем моря в 20 км по правому берегу реки Нельма около Кумачёво.

## Данные водного реестра
По данным государственного водного реестра России относится к Балтийскому бассейновому округу, водохозяйственный участок реки — Преголя. Относится к речному бассейну реки Неман и рекам бассейна Балтийского моря (российская часть в Калининградской области).
Код объекта в государственном водном реестре — 01010000212104300010763.